# Fedcupový tým Slovinska
Slovinsko v Billie Jean King Cupu reprezentuje Slovinsko v tenisové soutěži ženských týmů od roku 1992 pod vedením národního svazu Teniška zveza Slovenije. V letech 1969–1991 slovinské tenistky nastupovaly za jugoslávskou reprezentaci, když Socialistická republika Slovinsko byla do roku 1991 součástí Socialistické federativní republiky Jugoslávie.
Slovinsko se nejdále probojovalo do světového semifinále 2023 poté, co vyhrálo základní skupinu finálového turnaje a v semifinálovém utkání podlehlo Itálii. Vylepšilo tím čtvrtfinálovou účast ze Světové skupiny 2003, kdy nestačilo na Rusko. V éře dvou světových skupin, mezi lety 1991–2019, zasáhlo do nejvyšší Světové skupiny pouze v ročnících 2003 a 2004, a do druhé světové skupiny v letech 1999, 2011 a 2012. Všechny další ročníky během tohoto období odehrálo v 1. skupině euroafrické zóny.
Většinu hráčských statistik týmu vede Tina Križanová, která vyhrála nejvyšší počet 42 utkání včetně 25 čtyřher v rekordních dvanácti odehraných ročnících. Kapitánem se v roce 2017 stal Andrej Kraševec.

## Statistiky

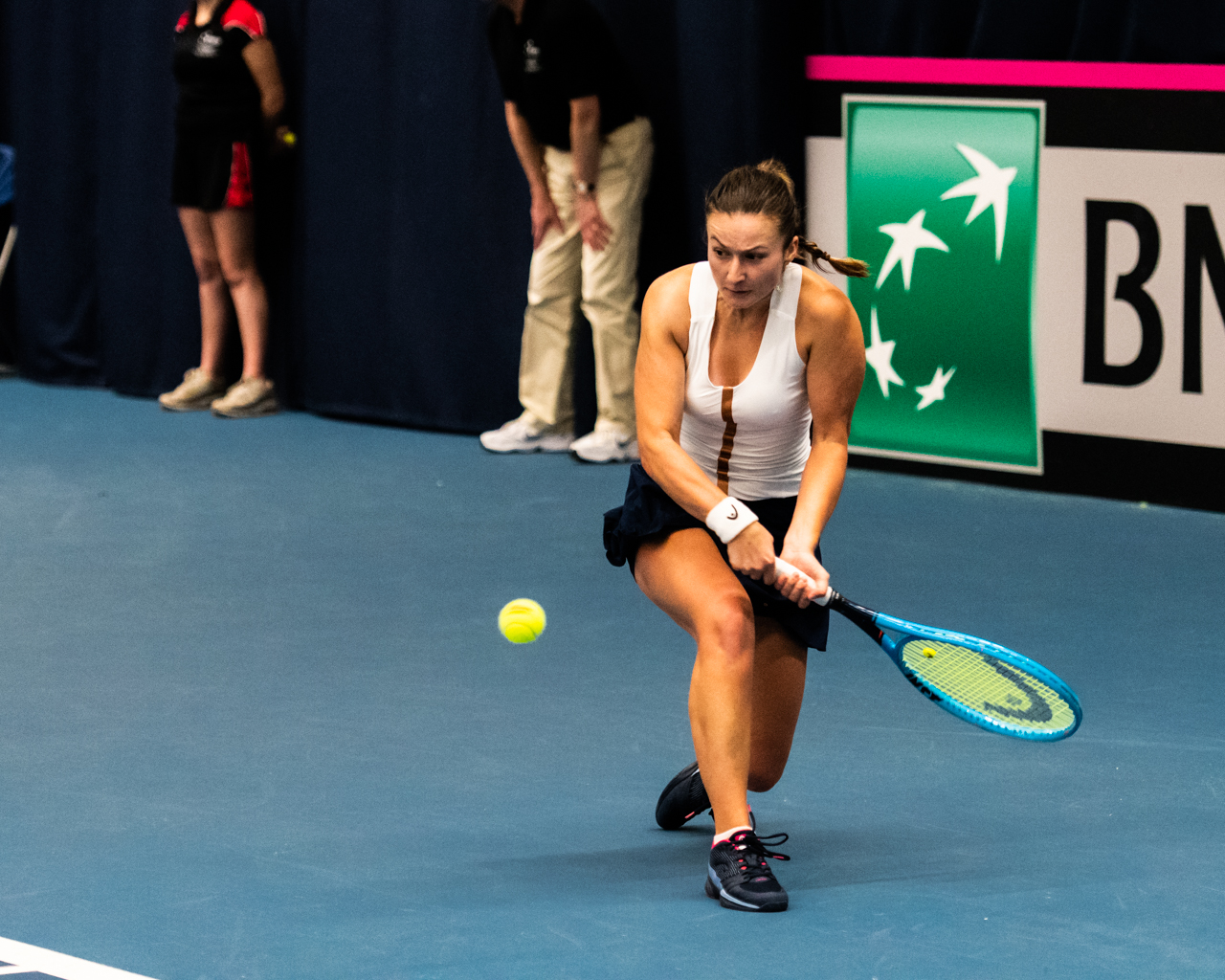
Dalila Jakupovićová v euroafrické zóně 2019

Hráčským týmovým statistikám vévodí bývalá členka první světové stovky Tina Križanová, která v letech 1992–2005 vyhrála 42 utkání včetně 25 čtyřher. Nastoupila i do nejvyššího počtu 46 mezistátních zápasů v rekordních dvanácti ročnících. Nejvíce, 19 vítězných dvouher dosáhla bývalá dvacátá hráčka žebříčku Katarina Srebotniková.
Dvacet a více utkání vyhrály Tina Križanová, Katarina Srebotniková a Tina Pisniková. Z neaktivních hráček pak 19 vítězných zápasů zaznamenaly Mima Jaušovecová s Barbarou Mulejovou. Jako nejmladší členka týmu do soutěže zasáhla Katarina Srebotniková, když v 16 letech a 41 dnech odehrála utkání dubnové 1. skupiny euroafrické zóny 1997 proti Lotyšsku. Naopak nejstarší Slovinkou v soutěži se stala Petra Rampreová, jíž bylo 32 let a 92 dní v dubnové baráži druhé světové skupiny proti Francii. Obrat ze stavu 0–2 se Slovinsku nikdy nepodařil.

## Výsledky

### 2020–2029
| Rok  | soutěž                                    | datum             | místo                         | povrch     | soupeř     | skóre | výsledek |
| ---- | ----------------------------------------- | ----------------- | ----------------------------- | ---------- | ---------- | ----- | -------- |
| 2021 | Zóna Evropy a Afriky, základní skupina    | 5. února 2020     | Esch-sur-Alzette, Lucembursko | tvrdý (h)  | Turecko    | 2–1   | výhra    |
| 2021 | Zóna Evropy a Afriky, základní skupina    | 6. února 2020     | Esch-sur-Alzette, Lucembursko | tvrdý (h)  | Polsko     | 1–2   | prohra   |
| 2021 | Zóna Evropy a Afriky, souboj o postup     | 8. února 2020     | Esch-sur-Alzette, Lucembursko | tvrdý (h)  | Srbsko     | 1–2   | prohra   |
| 2022 | Zóna Evropy a Afriky, základní skupina    | 11. dubna         | Antalya, Turecko              | antuka     | Gruzie     | 2–1   | výhra    |
| 2022 | Zóna Evropy a Afriky, základní skupina    | 12. dubna         | Antalya, Turecko              | antuka     | Rakousko   | 2–1   | výhra    |
| 2022 | Zóna Evropy a Afriky, základní skupina    | 13. dubna         | Antalya, Turecko              | antuka     | Chorvatsko | 2–1   | výhra    |
| 2022 | Zóna Evropy a Afriky, základní skupina    | 14. dubna         | Antalya, Turecko              | antuka     | Bulharsko  | 2–1   | výhra    |
| 2022 | Zóna Evropy a Afriky, základní skupina    | 15. dubna         | Antalya, Turecko              | antuka     | Švédsko    | 1–2   | prohra   |
| 2022 | Zóna Evropy a Afriky, zápas o první místo | 16. dubna         | Antalya, Turecko              | antuka     | Maďarsko   | 1–2   | prohra   |
| 2022 | Světová baráž                             | 11.–12. listopadu | Velenje, Slovinsko            | antuka (h) | Čína       | 3–1   | výhra    |
| 2023 | Kvalifikační kolo                         | 14.–15. dubna     | Koper, Slovinsko              | antuka     | Rumunsko   | 3–2   | výhra    |
| 2023 | Finálový turnaj, základní skupina         | 7. listopadu      | Sevilla, Španělsko            | tvrdý (h)  | Austrálie  | 2–1   | výhra    |
| 2023 | Finálový turnaj, základní skupina         | 10. listopadu     | Sevilla, Španělsko            | tvrdý (h)  | Kazachstán | 1–2   | prohra   |
| 2023 | Finálový turnaj, semifinále               | 11. listopadu     | Sevilla, Španělsko            | tvrdý (h)  | Itálie     | 0–2   | prohra   |
| 2024 | Kvalifikační kolo                         | 12.–13. dubna     | Bratislava, Slovensko         | tvrdý (h)  | Slovensko  | 0–4   | prohra   |
| 2024 | Kvalifikační kolo, baráž                  | listopad          |                               |            |            |       |          |

## Složení týmu

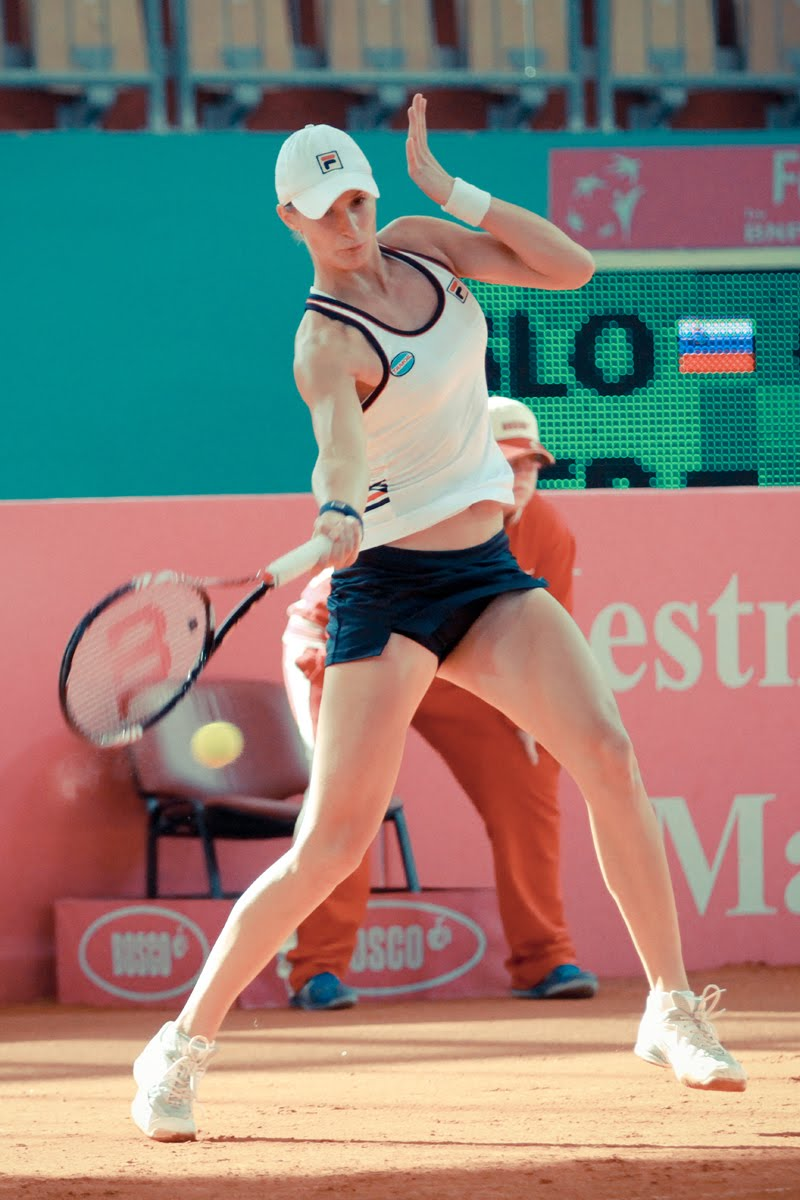
Polona Hercogová ve 2. světové skupině 2011

| Rok  | Členky týmu        | Členky týmu         | Členky týmu         | Členky týmu     |
| ---- | ------------------ | ------------------- | ------------------- | --------------- |
| 2021 | Tamara Zidanšeková | Kaja Juvanová       | Dalila Jakupovićová | Nika Radišićová |
| 2021 | Pia Lovričová      | —                   | —                   | —               |
| 2022 | Tamara Zidanšeková | Kaja Juvanová       | Živa Falknerová     | Pia Lovričová   |
| 2022 | Nina Potočniková   | Lara Smejkalová     | —                   | —               |
| 2023 | Tamara Zidanšeková | Kaja Juvanová       | Nina Potočniková    | Pia Lovričová   |
| 2023 | Ela Nala Milićová  | Veronika Erjavecová | —                   | —               |